# Layer de la Haye
Layer de la Haye è un villaggio e parrocchia civile dell'Inghilterra, appartenente alla contea dell'Essex.